# Nymphaea odorata
Nymphaea odorata là một loài thực vật có hoa trong họ Nymphaeaceae. Loài này được Aiton miêu tả khoa học đầu tiên năm 1789.